# Повстання Арістоніка
Повстання Арістоніка – повстання в Пергамському царстві, яке почалося під проводом Арістоніка, царя Пергаму, в 133 р. до н.е. й завершилося в 129 р. до н.е.

## Походження Арістоніка
Про  Арістоніка відомо небагато: у нього був рідний брат, цар Аттал III, який помер у 133 р. до н. е., а також Арістонік був позашлюбним сином царя Евмена ІІ.

## Хід повстання
Після смерті брата Аттала ІІІ у 133 р. до н. е., Арістонік мав би стати царем Пергаму, але нізвідки з'явився пергамець Евдем, який заявив, що Аттал ІІІ у своєму заповіті зазначив його наступним царем Пергаму. Арістоніка це дуже сильно образило, і тому він вирішив взяти владу силою. Спочатку Арістонік захопив владу в прибережному місті Левки (між  Смірною і  Фокеєю), надалі він прийняв горде ім`я батька Евмен III і почав захоплювати владу в містах, які йому не підкорялися. Подальші події описує Страбон:
 
Зазнавши поразки від ефесців у морській битві поблизу Ким, Арістонік почав діяти у внутрішніх областях країни, де, в тому числі завдяки оголошеному ним скасуванню рабства, «швидко зібралися зграї бідних і рабів, залучених обіцянкою свободи». Цих людей Арістонік називав «геліополітами», тобто «громадянами Міста Сонця». Незабаром Арістонік захопив Фіатіри, Аполлоніду і деякі інші фортеці. В союзі з ним виступали і гірські жителі Мізії, а по іншу сторону протоки Геллеспонт – фракійці, чиї одноплемінники часто зустрічалися серед малоазійських рабів.— Страбон

Надалі, Арістоніку вдалося здобути ряд блискавичних перемог над  Римом і його союзниками, про найяскравішу з яких згадують багато античних істориків: той же Страбон, Плутарх, але найдокладніше перемогу над Публієм Ліцинієм Крассом описав Євтропій:

Бачачи велику небезпеку і не бажаючи залишати великий багатий пергамський спадок у руках повсталих, Рим надіслав проти Арістоніка великі сили під командуванням консула Красса. Красс зажадав, щоб всі підвладні Риму держави, які оточували Пергам: Віфінія, Каппадокія, Пафлагонія і Понтійське царство – вислали сили на допомогу Риму проти Арістоніка. Вождь повстання, здавалося, був оточений зі всіх сторін ворогами. Перш за все, Красс підійшов до укріпленого міста Левки. Цілу зиму тяглася облога цього неприступного міста, котре повсталі раби готові були захищати до кінця. Красс мав намір вже знімати облогу і відступати, як раптом військо Арістоніка здійснило напад на Красса, розгромило його військо, а самого Красса було взято в полон і страчено.— Євтропій

Дізнавшись про провал Красса, у 130 р. до н.е. виправляти ситуацію відправився консул Марк Перперна і зробив це дуже вдало: зібравши військо, він висадився в Малій Азії і неочікувано напав на Арістоніка, розбивши його армію. Арістоніку нічого не залишилося, окрім як тікати до міста Стратонікея. 

Почалося звільнення захоплених раніше Арістоніком міст і територій. Римське військо особливо жорстоко розправлялося із повстанцями: отруювало воду і їжу, римляни катували, а потім вбивали полонених. І під цим тиском, Арістонік здався в полон. Його відправили в Рим, де задушили у в'язниці. Проте без Арістоніка його невеличкі війська боролися проти римської армії ще протягом одного року: у 129 р. до н.е. римське військо вже під проводом  консула Манія Аквілія остаточно знищило залишки повстанських загонів. Вірний друг Арістоніка, Блоссій не зміг пережити втрати друга і закінчив життя самогубством.